# Long Division
Long Division – drugi album amerykańskiego zespołu indierockowego Low, wydany w 1995 roku.

## Lista piosenek
1. „Violence” – 5:54
2. „Below & Above” – 2:32
3. „Shame”– 3:56
4. „Throw Out The Line”– 4:05
5. „Swingin'” – 4:10
6. „See Through” – 4:25
7. „Turn” – 5:08
8. „Caroline” – 4:48
9. „Alone” – 4:00
10. „Streetlight” – 0:35
11. „Stay” – 7:04
12. „Take” – 2:32